# Michalīs Rakintzīs
Michalīs Rakintzīs (in lingua greca: Μιχάλης Ρακιντζής; Atene, 3 aprile 1957) è un cantante greco.
Ha rappresentato la Grecia all'Eurovision Song Contest 2002 con il brano S.A.G.A.P.O..

## Biografia
Michalīs Rakintzīs ha avviato la sua carriera musicale come parte del gruppo rock Scraptown, di cui è stato membro dal 1982 al 1985. Nel 1986 ha avviato la sua carriera da solista, che l'ha visto collaborare con grandi nomi globali come Ian Gillan dei Deep Purple e Bonnie Tyler.
Il 26 febbraio 2002 ha partecipato alla selezione greca per l'Eurovision cantando S.A.G.A.P.O.. È stato incoronato vincitore dalla giuria e dal televoto nazionale. All'Eurovision Song Contest 2002, che si è tenuto il successivo 25 maggio a Tallinn, si è piazzato al 17º posto su 24 partecipanti con 27 punti totalizzati. È stato il più televotato della serata dal pubblico cipriota.

## Discografia

### Album
- 1987 - Mōro mou faltso (con Elenī Dīmou)
- 1988 - As proseches (con Sakīs Mpoulas)
- 1988 - Isovia
- 1988 - Dikaiōma gia mia + mia
- 1990 - Apagōgī
- 1991 - Na eisai ekei
- 1992 - Etsi m' aresei (con Ian Gillan)
- 1994 - Ethnic
- 1995 - Ī prōtī apeilī
- 1996 - Trance Mix
- 1997 - S' ena vrady oti zīsoume
- 1998 - Kathreftīs
- 1999 - Ton filo sou zīlevō
- 2001 - Oneiro 13
- 2002 - S.A.G.A.P.O.
- 2005 - Bar Code
- 2006 - Made in Greece
- 2008 - Energia
- 2011 - Back to the Future
- 2012 - HardStyle
- 2018 - Insane

### Raccolte
- 1991 - Oi megalyteres epitycheis tou Michalīs Rakintzīs
- 2003 - Solo
- 2006 - 14 megala tragoudia

### Singoli
- 1986 - Mōro mou faltso
- 1988 - As proseches (con Sakīs Mpoulas)
- 1992 - Getaway (con Ian Gillan)
- 1992 - The Desert Is in Your Heart / Pethainō stīn erīmia (con Bonnie Tyler e Sofia Arvanitī)
- 1995 - Kardoula mou egō kai esy...
- 1997 - Mpempa
- 1998 - Se ena katastrōma
- 1992 - Symptōmatika (con Sofia Arvanitī)
- 2000 - O, ti kaneis sou kanō
- 2002 - S.A.G.A.P.O.
- 2002 - Paei paei / Tha mou leipseis
- 2004 - Gevsī apo sena
- 2015 - Olī ekei
- 2016 - I Don't Believe (Den pistevō) (con Elenī Dīmou)
- 2018 - Mī mou milas gia kalokairia